# Svarttjärnen (Norbergs socken, Västmanland)
Svarttjärnen är en sjö i Norbergs kommun i Västmanland och ingår i Dalälvens huvudavrinningsområde.